# Igliczniokształtne
Igliczniokształtne (Syngnathiformes) – rząd ryb promieniopłetwych (Actinopterygii), czasami klasyfikowany jako Syngnathoidei – podrząd ciernikokształtnych (Gasterosteiformes). Obejmuje ponad 260 gatunków opisanych naukowo (2006), między innymi iglicznie i koniki morskie. W Polsce występują dwa gatunki igliczniowatych – iglicznia (Syngnathus typhle) oraz wężynka (Nerophis ophidion).

## Cechy charakterystyczne
Ciało wydłużone w stopniu zależnym od gatunku, nagie lub pokryte pancerzem z płytek kostnych. Mały otwór gębowy. Zamknięty pęcherz pławny, uproszczona budowa nerek, pędzelkowate skrzela. Pysk wydłużony w kształcie rurki, z wyjątkiem Bulbonaricus.

## Rodziny
- Aulostomidae – rurecznicowate
- Fistulariidae – fistulkowate
- Centriscidae – brzytewkowate
- Solenostomidae
- Syngnathidae – igliczniowate
- Pegasidae – pegazowate

Rodzina pegazowatych (Pegasidae) została przeniesiona do tego rzędu z ciernikokształtnych, a strwolotkowatych (Dactylopteridae) – ze skorpenokształtnych, ale ich pozycje taksonomiczne wymagają dalszych badań.